# Prova de Schirmer

Prova de Schirmer, col·locació de la tira en el fons de sac inferior

El prova de Schirmer determina si l'ull produeix suficients llàgrimes per mantenir-se humit. Aquesta prova es duu a terme quan una persona presenta ulls molt ressecs o un llagrimeig excessiu. No suposa cap risc per al subjecte. Un resultat normal de la prova (resultat negatiu), sol donar una longitud de més de 10 mm d'humitat en el paper de filtre en 5 minuts. Tots dos ulls normalment secreten la mateixa quantitat de llàgrimes.
Rep el nom en honor de l'oftalmòleg Otto Schirmer que el va idear.

## Procediment de la prova
La prova de Schirmer utilitza tires de paper inserides a l'ull durant uns minuts per mesurar la producció de llàgrimes. El procediment pot variar lleugerament en algunes proves. Tots dos ulls s'examinen al mateix temps. Molt sovint, aquesta prova consisteix a col·locar una petita tira de paper de filtre a l'interior de la parpella inferior (sac conjuntival). Llavors cal tancar els ulls durant 5 minuts. El paper es retira i es mesura la longitud de la part humida. De vegades es col·loca un anestèsic a l'ull abans d'introduir el paper de filtre per prevenir llagrimeig causat per la irritació del paper. L'ús de l'anestèsic assegura que només s'està mesurant la secreció lacrimal basal.
Resultats de la mesura de la funció lacrimal bàsica
Una persona jove normal humiteja 15 mm d'una tira de paper. A causa que hypolacrimation es produeix amb l'envelliment, el 33% de les persones normals d'edat avançada poden mullar només 10 mm en 5 minuts. Les persones amb síndrome de Sjögren poden humitejar menys de 5 mm en 5 minuts.

## Alternatives a la prova de Schirmer
Tot i que aquesta prova ha estat disponible durant més d'un segle, diversos estudis clínics han demostrat que no identifica adequadament a un gran grup de pacients amb ull sec. Últimament estan sorgint proves més noves i millors per poder verificar la funció lacrimal i la producció de llàgrimes.
- Hi ha una prova que mesura molècula de fixació del ferro anomenada lactoferrina. La quantitat d'aquesta molècula sembla estar estretament relacionada amb la producció de llàgrimes. Els pacients amb ulls secs i baixa producció de llàgrimes tenen nivells baixos d'aquesta molècula. Aquesta prova pot ser especialment valuosa per als pacients amb la síndrome d'ull sec, ja que llavors es pot apuntar a les estratègies de tractament específiques per a l'esmentada malaltia.

- Les llàgrimes també poden ser analitzades pel seu contingut de lisozima, un enzim que es troba normalment a les llàgrimes.

- Una altra prova implica posar gotes de fluoresceïna als ulls, que contenen un colorant que es col·loca a l'ull. El tint ha de drenar amb les llàgrimes a través del conducte lacrimal cap al nas en 2 minuts. Si els pacients no tenen prou llàgrimes per drenar el tint cap al nas, aquest temps pot ser més llarg. Últimament hi ha una nova prova disponible per mesurar amb més precisió el flux de colorant fora de l'ull.

## Sequedat ocular
La sequedat d'ulls pot passar per afeccions com ara:
- Envelliment
- Deshidratació
- Úlcera de la còrnia o una infecció de la còrnia
- Infeccions dels ulls (per exemple conjuntivitis)
- Deficiència de vitamina A
- Síndrome de Sjögren
- Deficiència lacrimal secundària (associat amb trastorns com ara: - limfoma, leucèmia, la GVHD (malaltia empelt contra hoste, després d'un trasplantament), i l'artritis reumatoide)
- Com un efecte secundari temporal o definitiva de la correcció quirúrgica de la visió com ara LASIK o PRK

La incapacitat de les llàgrimes de drenar cap al nas pot passar amb:
- Algunes infeccions dels ulls
- Obstrucció del conducte lacrimal